# Žemberovce
Žemberovce és un poble i municipi d'Eslovàquia que es troba a la regió de Nitra, al sud-oest del país.

## Història
La primera menció escrita de la vila es remunta al 1256.

## Demografia
| Godina             | 1994 | 2004   | 2014   | 2024   |
| ------------------ | ---- | ------ | ------ | ------ |
| Nombre de persones | 1299 | 1239   | 1267   | 1235   |
| Diferència         |      | −4,61% | +2,25% | −2,52% |

| Godina             | 2023 | 2024   |
| ------------------ | ---- | ------ |
| Nombre de persones | 1234 | 1235   |
| Diferència         |      | +0,08% |